# Xscape (Lied)
Xscape (englisch für „Entkommen“) ist ein Song des US-amerikanischen Sängers Michael Jackson, der am 9. Mai 2014 posthum auf dem gleichnamigen Album erschien.

## Entstehung
Xscape wurde von Michael Jackson, Rodney Jerkins, Fred Jerkins III und LaShawn Daniels geschrieben und von Jackson und Rodney Jerkins produziert ursprünglich zwischen 1999 und 2002 für Jacksons letztes Studioalbum, Invincible, aufgenommen. Vor der Veröffentlichung auf Xscape wurde der Song von Jerkins modernisiert bzw. vollendet, damit ist Xscape der einzige Titel auf dem Album, der vom ursprünglichen Produzenten überarbeitet wurde. 

## Inhalt
Musikalisch setzt Xscape auf eine definierende Bassline, eine leitende Gitarre und helle Blechbläser. Textlich verarbeitete Jackson wie in bereits in vorigen Songs die Schattenseite der Berühmtheit und in diesem Song insbesondere den Konflikt mit seinem Plattenlabel Sony Music und mit dessen CEO Tommy Mottala im Jahr 2002 („Den Druck den ich öffentlich mache von Verbindungen, die zu Ende sind […] Der Mann mit dem Stift, der die Lügen schreibt, die den Mann bedrängen“).

## Chartplatzierungen
| ChartsChartplatzierungen  | Höchstplatzierung | Wochen |
| ------------------------- | ----------------- | ------ |
| Frankreich (SNEP)         | 91 (1 Wo.)        | 1      |
| Niederlande (Media Markt) | 63 (1 Wo.)        | 1      |

## Besetzung
Originalversion
- Komposition – Michael Jackson, Rodney Jerkins, Fred Jerkins III, LaShawn Daniels
- Produktion – Michael Jackson, Rodney Jerkins
- Solo, Background Vocals – Michael Jackson
- Background Vocals – LaShawn Daniels, Rodney Jerkins
- Vocal Percussion – Rodney Jerkins
- Perkussion – Harvey
- Tontechniker – Bruce Swedien, Stuart Brawley, Jean-Marie Horvat, Brad Gilderman
- 2. Tontechniker – Stuart Brawley, Greg Burns, Jeff Burns, Franny Graham, Larry Phillabaum, Steve Macauley, Craig Durrance, A. Kilhoffer
- Aufnahmestudios – Record One, Larrabee North, Sony Music Studios, Marvin’s Room, Record Plant, Hit Factory
- Aufnahmeorte – Los Angeles, New York City (beide USA)

Vollendete Version
- Komposition – Michael Jackson, Rodney Jerkins, Fred Jerkins III, LaShawn Daniels
- Produktion – Michael Jackson, Rodney Jerkins
- Solo, Background Vocals – Michael Jackson
- Background Vocals – LaShawn Daniels
- Hörner – MO HORNS
- Gitarre – Frederik Strand Halland
- Streicherarrangement – Larry Gold
- Tontechniker – Rodney Jerkins
- Zusätzliche Stimmbearbeitungen, zusätzlicher Tontechniker – Mike Donaldson
- Bruchbearbeitungen, Sound Design – Greg Morgan
- Mix – Rodney Jerkins, Trehy Harris, Jaycen Joshua
- Aufnahmestudios – Sony Studios, Wake Up & Work Studios, Larrabee Sound Studios (Mix)
- Aufnahmeorte – New York City, Hidden Hills, North Hollywood (Mix) (alle USA)